# Arthur Harris (jugador de polo)
Arthur Harris   (Norfolk, 1 d'agost de 1890 - Stuart, 20 de març de 1968) va ser un jugador de polo estatunidenc que va competir a començaments del segle xx.
El 1914 es graduà a West Point. Es va retirar de l'exèrcit el 1948 amb el rang de general de brigada.
El 1920 va prendre part en els Jocs Olímpics d'Anvers, on va disputar la competició de polo. En ella guanyà la medalla de bronze formant equip amb Terry Allen, John Montgomery i Nelson Margetts.